# Unione Canadese dei Fascisti
Il Partito Fascista Canadese è stato un partito politico fascista fondato negli anni trenta del XX secolo, nella città canadese di Winnipeg.

## Storia
Il nucleo formativo del partito è stata una scheggia fuoriuscita degli elementi più "di sinistra" del Partito Nazionalista Canadese. 
Il partito è stato guidato da Chuck Crate, che ne divenne leader all'età di 17 anni. Egli aveva contattato la British Union of Fascists, che lo pose in contatto con la sezione canadese, in seguito divenuta partito a sé stante. Al movimento aderì anche il poeta Tom MacInnes.
Il partito ha avuto un avvio difficile nell'attirare sostenitori, nel primo periodo. Questo principalmente fu dovuto al fatto che la maggior parte dei canadesi che fino allora avevano sostenuto il fascismo erano inclini verso la fazione razzista rappresentata da Adrien Arcand, il Partito Nazionale Sociale Cristiano. Alla prima riunione, a Winnipeg, vi fu una presenza di circa 200 persone.
Questa divergenza con la fazione di Arcand continuerà per tutta la sua esistenza. Prima che il governo prese provvedimenti contro i fascisti canadesi, sia contro il Canadian Union sia contro Arcand e i suoi uomini, entrambi indissero in simultanea un congresso a Toronto. Mentre il gruppo di Arcand, denominato Unione Nazionale attirò una folla di circa 4.000 persone, l'Unione canadese riuscì ad attrarre solo 30 persone.
Il partito è stato sciolto quando la seconda guerra mondiale ha avuto inizio. Il partito chiese ai suoi membri di rispettare la legge canadese, ma di lavorare per una pace negoziata. Crate tradì questi propositi, e si arruolò nella Marina canadese. 
Il partito, anche se non ufficialmente razzista o anti-semita, aveva mantenuto forti connessioni con il Partito di Unità Nazionale di Adrien Arcand, che è stato apertamente sia razzista che antisemita. 
Dopo la guerra i militanti di entrambi i partiti confluirono nel Partito d'Azione Canadese.

## Ideologia
Fu fondato sui principi tipici del fascismo (corporativismo, terzoposizionismo, meritocrazia e distributismo) anche se più accentuati nei suoi programmi rispetto al nazionalismo semplice del Partito Nazionalista. Questa disposizione è evidenziata in una dichiarazione ufficiale che "l'antisemitismo è un'ideologia della Germania, non del fascismo". Il nome iniziale del partito fu British Empire Union of Fascists ed è stato sempre in forte contatto con il British Union of Fascists. 
In seguito divenne noto come Canadian Union of Fascists. Ha pubblicato il proprio giornale chiamato "The Thunderbolt". Ebbe rapporti anche con il Partito di Credito Sociale del Canada ed il Movimento Canadese di Credito Sociale coi quali condivideva le teorie economiche di Clifford Hugh Douglas.